# تپه حسن (فیروزه)
تپه حسن مربوط به سده‌های اولیه اسلامی است و در شهرستان فریمان واقع شده و این اثر در تاریخ ۱۳ بهمن ۱۳۸۸ با شمارهٔ ثبت ۲۹۰۵۲ به‌عنوان یکی از آثار ملی ایران به ثبت رسیده‌است.